# Copa América 2011
Navigation
2007 2015
La Copa América 2011 est la 43e édition de la Copa América, le principal tournoi international de la CONMEBOL. Le tournoi est organisé en Argentine (qui ne l'avait plus accueilli depuis 1987) du 1er au 24 juillet 2011. Elle a été remportée par l'Uruguay qui s'impose en finale contre le Paraguay 3-0.

## Nations participantes
- Argentine (Pays organisateur)
- Bolivie
- Brésil (Tenant du titre)
- Chili
- Colombie
- Costa Rica (invité, après la défection du Japon initialement invité, pour cause de tremblement de terre et devant le refus des clubs européens de libérer leurs meilleurs joueurs japonais et le refus de l'équipe nationale d'Espagne[1]. Équipe olympique composée principalement de joueurs de moins de 22 ans.)
- Équateur
- Mexique (invité, ayant joué et remporté la Gold Cup en juin, le Mexique a décidé de sélectionner des jeunes de moins de 22 ans (renforcée par cinq éléments plus âgés))
- Paraguay
- Pérou
- Uruguay
- Venezuela

## Arbitres
Voici les arbitres officiant dans ce tournoi : 
| - Carlos Amarilla - Francisco Chacón - Sálvio Spínola Fagundes Filho - Raúl Orosco | - Enrique Osses - Sergio Pezzotta - Wálter Quesada - Víctor Hugo Rivera | - Wilmar Roldán - Roberto Silvera - Juan Soto - Carlos Vera |

## Villes et stades
| Buenos Aires                                                        | Córdoba                                                                   | Jujuy                                                     |
| ------------------------------------------------------------------- | ------------------------------------------------------------------------- | --------------------------------------------------------- |
| Estadio Monumental Capacité prévue : 57 921                         | Estadio Mario Alberto Kempes Capacité prévue : 55 144                     | Estadio 23 de Agosto Capacité prévue : 23 000             |
|                                                                     |                                                                           |                                                           |
| La Plata                                                            | \| Buenos Aires Córdoba Jujuy La Plata Santa Fe San Juan Mendoza Salta \| | Santa Fe                                                  |
| Estadio Ciudad de La Plata Capacité prévue : 53 000                 | \| Buenos Aires Córdoba Jujuy La Plata Santa Fe San Juan Mendoza Salta \| | Estadio Brigadier General López Capacité prévue : 47 000  |
|                                                                     | \| Buenos Aires Córdoba Jujuy La Plata Santa Fe San Juan Mendoza Salta \| |                                                           |
| San Juan                                                            | Mendoza                                                                   | Salta                                                     |
| Estadio del Bicentenario Capacité prévue : 25 000                   | Estadio Malvinas Argentinas Capacité prévue : 40 268                      | Estadio Padre Ernesto Martearena Capacité prévue : 20 408 |
|                                                                     |                                                                           |                                                           |
| Buenos Aires Córdoba Jujuy La Plata Santa Fe San Juan Mendoza Salta |                                                                           |                                                           |

## Premier tour
Les douze équipes sont réparties en trois groupes de quatre au premier tour. Chaque équipe joue trois matchs dans sa poule. Les deux premiers de chaque poule sont qualifiés pour les quarts de finale ainsi que les deux meilleurs troisièmes.
Critères de départage en cas d'égalité de points :
1. différence de buts,
2. plus grand nombre de buts marqués,
3. résultat en confrontation directe

### Groupe A
| Place | Équipe     | Pts | J | G | N | P | Buts + | Buts - | Diff. |
| 1er   | Colombie   | 7   | 3 | 2 | 1 | 0 | 3      | 0      | +3    |
| 2e    | Argentine  | 5   | 3 | 1 | 2 | 0 | 4      | 1      | +3    |
| 3e    | Costa Rica | 3   | 3 | 1 | 0 | 2 | 2      | 4      | - 2   |
| 4e    | Bolivie    | 1   | 3 | 0 | 1 | 2 | 1      | 5      | - 4   |

| 1er juillet 2011 | Argentine              | 1 – 1   | Bolivie               | Stade Ciudad de La Plata, La Plata               |                                                  |
| 21 h 45 UTC-3    | ( Burdisso) Agüero 75e | (0 - 0) | 47e Hermoza (Campos ) | Spectateurs : 52 700 Arbitrage : Roberto Silvera | Spectateurs : 52 700 Arbitrage : Roberto Silvera |
| 21 h 45 UTC-3    | Rapport                |         |                       | Spectateurs : 52 700 Arbitrage : Roberto Silvera | Spectateurs : 52 700 Arbitrage : Roberto Silvera |

| 2 juillet 2011 | Colombie               | 1 – 0   | Costa Rica | Estadio 23 de Agosto, Jujuy                    |                                                |
| 15 h 30 UTC-3  | ( Guarín) A. Ramos 45e | (1 - 0) | Brenes 27e | Spectateurs : 23 500 Arbitrage : Enrique Osses | Spectateurs : 23 500 Arbitrage : Enrique Osses |
| 15 h 30 UTC-3  | Rapport                |         |            | Spectateurs : 23 500 Arbitrage : Enrique Osses | Spectateurs : 23 500 Arbitrage : Enrique Osses |

| 6 juillet 2011 | Argentine | 0 – 0   | Colombie | Estadio Brigadier General Estanislao Lopez, Santa Fe |                                                  |
| 21 h 45 UTC-3  |           | (0 - 0) |          | Spectateurs : 47 000 Arbitrage : Sálvio Fagundes     | Spectateurs : 47 000 Arbitrage : Sálvio Fagundes |
| 21 h 45 UTC-3  | Rapport   |         |          | Spectateurs : 47 000 Arbitrage : Sálvio Fagundes     | Spectateurs : 47 000 Arbitrage : Sálvio Fagundes |

| 7 juillet 2011 | Bolivie                      | 0 – 2   | Costa Rica                          | Estadio 23 de Agosto, Jujuy                  |                                              |
| 19 h 15 UTC-3  | Rivero 65e, 70e · Flores 75e | (0 - 0) | 59e Martínez · 78e Campbell (Mora ) | Spectateurs : 23 000 Arbitrage : Carlos Vera | Spectateurs : 23 000 Arbitrage : Carlos Vera |
| 19 h 15 UTC-3  | Rapport                      |         |                                     | Spectateurs : 23 000 Arbitrage : Carlos Vera | Spectateurs : 23 000 Arbitrage : Carlos Vera |

| 10 juillet 2011 | Colombie                                    | 2 – 0   | Bolivie | Estadio Brigadier General Estanislao López, Santa Fe |                                                   |
| 16 h 00 UTC-3   | ( D. Moreno) Falcao 14e · Falcao 28e (pen.) | (2 – 0) |         | Spectateurs : 12 000 Arbitrage : Francisco Chacón    | Spectateurs : 12 000 Arbitrage : Francisco Chacón |
| 16 h 00 UTC-3   | Rapport                                     |         |         | Spectateurs : 12 000 Arbitrage : Francisco Chacón    | Spectateurs : 12 000 Arbitrage : Francisco Chacón |

| 11 juillet 2011 | Argentine                                                  | 3 – 0   | Costa Rica | Estadio Mario Alberto Kempes, Córdoba               |                                                     |
| 21 h 45 UTC-3   | Agüero 45+1e · ( Messi) Agüero 52e · ( Messi) Di Maria 63e | (1 - 0) |            | Spectateurs : 57 000 Arbitrage : Víctor Hugo Rivera | Spectateurs : 57 000 Arbitrage : Víctor Hugo Rivera |
| 21 h 45 UTC-3   | Rapport                                                    |         |            | Spectateurs : 57 000 Arbitrage : Víctor Hugo Rivera | Spectateurs : 57 000 Arbitrage : Víctor Hugo Rivera |

### Groupe B
| Place | Équipe    | Pts | J | G | N | P | Buts + | Buts - | Diff. |
| 1er   | Brésil    | 5   | 3 | 1 | 2 | 0 | 6      | 4      | +2    |
| 2e    | Venezuela | 5   | 3 | 1 | 2 | 0 | 4      | 3      | +1    |
| 3e    | Paraguay  | 3   | 3 | 0 | 3 | 0 | 5      | 5      | 0     |
| 4e    | Équateur  | 1   | 3 | 0 | 1 | 2 | 2      | 5      | -3    |

| 3 juillet 2011 | Brésil  | 0 – 0 | Venezuela | Stade Ciudad de La Plata, La Plata           |                                              |
| 16 h 00 UTC-3  |         |       |           | Spectateurs : 35 000 Arbitrage : Raúl Orosco | Spectateurs : 35 000 Arbitrage : Raúl Orosco |
| 16 h 00 UTC-3  | Rapport |       |           | Spectateurs : 35 000 Arbitrage : Raúl Orosco | Spectateurs : 35 000 Arbitrage : Raúl Orosco |

| 3 juillet 2011 | Paraguay | 0 – 0   | Équateur | Estadio Brigadier General Estanislao López, Santa Fe |                                                  |
| 18 h 30 UTC-3  |          | (0 - 0) |          | Spectateurs : 20 000 Arbitrage : Sergio Pezzotta     | Spectateurs : 20 000 Arbitrage : Sergio Pezzotta |
| 18 h 30 UTC-3  | Rapport  |         |          | Spectateurs : 20 000 Arbitrage : Sergio Pezzotta     | Spectateurs : 20 000 Arbitrage : Sergio Pezzotta |

| 9 juillet 2011 | Brésil                                  | 2 – 2   | Paraguay                                                  | Estadio Mario Alberto Kempes, Córdoba          |                                                |
| 16 h 00 UTC-3  | ( Ganso) Jádson 39e · ( Ganso) Fred 89e | (1 - 0) | 55e Santa Cruz (Estigarribia ) · 67e Valdez (Santa Cruz ) | Spectateurs : 57 000 Arbitrage : Wilmar Roldán | Spectateurs : 57 000 Arbitrage : Wilmar Roldán |
| 16 h 00 UTC-3  | Rapport                                 |         |                                                           | Spectateurs : 57 000 Arbitrage : Wilmar Roldán | Spectateurs : 57 000 Arbitrage : Wilmar Roldán |

| 9 juillet 2011 | Venezuela            | 1 – 0   | Équateur | Estadio Padre Ernesto Martearena, Salta         |                                                 |
| 18 h 30 UTC-3  | ( Miku) González 61e | (0 - 0) |          | Spectateurs : 12 000 Arbitrage : Walter Quesada | Spectateurs : 12 000 Arbitrage : Walter Quesada |
| 18 h 30 UTC-3  | Rapport              |         |          | Spectateurs : 12 000 Arbitrage : Walter Quesada | Spectateurs : 12 000 Arbitrage : Walter Quesada |

| 13 juillet 2011 | Paraguay                                                    | 3 – 3   | Venezuela                                                       | Estadio Padre Ernesto Martearena, Salta        |                                                |
| 19 h 15 UTC-3   | Alcaraz 33e · ( Valdez) Barrios 62e · ( Torres) Riveros 84e | (1 - 1) | 5e Rondón (Rincón ) · 90e Miku (Rondón ) · 90+3e Perozo (Vega ) | Spectateurs : 18 000 Arbitrage : Enrique Osses | Spectateurs : 18 000 Arbitrage : Enrique Osses |
| 19 h 15 UTC-3   | Rapport                                                     |         |                                                                 | Spectateurs : 18 000 Arbitrage : Enrique Osses | Spectateurs : 18 000 Arbitrage : Enrique Osses |

| 13 juillet 2011 | Brésil                                                                     | 4 – 2   | Équateur                                            | Estadio Mario Alberto Kempes, Córdoba            |                                                  |
| 21 h 45 UTC-3   | ( Santos) Pato 27e · ( Ganso) Neymar 49e · Pato 60e · ( Maicon) Neymar 71e | (1 - 1) | 37e F. Caicedo (Benítez ) · 58e F. Caicedo (Noboa ) | Spectateurs : 39 000 Arbitrage : Roberto Silvera | Spectateurs : 39 000 Arbitrage : Roberto Silvera |
| 21 h 45 UTC-3   | Rapport                                                                    |         |                                                     | Spectateurs : 39 000 Arbitrage : Roberto Silvera | Spectateurs : 39 000 Arbitrage : Roberto Silvera |

### Groupe C
| Place | Équipe  | Pts | J | G | N | P | Buts + | Buts - | Diff. |
| 1er   | Chili   | 7   | 3 | 2 | 1 | 0 | 4      | 2      | +2    |
| 2e    | Uruguay | 5   | 3 | 1 | 2 | 0 | 3      | 2      | +1    |
| 3e    | Pérou   | 4   | 3 | 1 | 1 | 1 | 2      | 2      | 0     |
| 4e    | Mexique | 0   | 3 | 0 | 0 | 3 | 1      | 4      | -3    |

| 4 juillet 2011 | Uruguay               | 1 – 1   | Pérou                      | Estadio del Bicentenario, San Juan             |                                                |
| 19 h 15 UTC-3  | ( Lodeiro) Suárez 45e | (1 - 1) | 23e Guerrero (M. Guevara ) | Spectateurs : 25 000 Arbitrage : Wilmar Roldán | Spectateurs : 25 000 Arbitrage : Wilmar Roldán |
| 19 h 15 UTC-3  | Rapport               |         |                            | Spectateurs : 25 000 Arbitrage : Wilmar Roldán | Spectateurs : 25 000 Arbitrage : Wilmar Roldán |

| 4 juillet 2011 | Chili                                | 2 – 1   | Mexique    | Estadio del Bicentenario, San Juan         |                                            |
| 21 h 45 UTC-3  | Paredes 66e · ( Fernández) Vidal 72e | (0 - 1) | 40e Araujo | Spectateurs : 25 000 Arbitrage : Juan Soto | Spectateurs : 25 000 Arbitrage : Juan Soto |
| 21 h 45 UTC-3  | Rapport                              |         |            | Spectateurs : 25 000 Arbitrage : Juan Soto | Spectateurs : 25 000 Arbitrage : Juan Soto |

| 8 juillet 2011 | Uruguay                  | 1 – 1   | Chili                        | Estadio Malvinas Argentinas, Mendoza             |                                                  |
| 19 h 15 UTC-3  | ( Suárez) Á. Pereira 53e | (0 - 0) | 64e A. Sanchez (Beausejour ) | Spectateurs : 45 000 Arbitrage : Carlos Amarilla | Spectateurs : 45 000 Arbitrage : Carlos Amarilla |
| 19 h 15 UTC-3  | Rapport                  |         |                              | Spectateurs : 45 000 Arbitrage : Carlos Amarilla | Spectateurs : 45 000 Arbitrage : Carlos Amarilla |

| 8 juillet 2011 | Pérou                      | 1 – 0   | Mexique | Estadio Malvinas Argentinas, Mendoza             |                                                  |
| 21 h 45 UTC-3  | ( M. Guevara) Guerrero 81e | (0 - 0) |         | Spectateurs : 10 000 Arbitrage : Sergio Pezzotta | Spectateurs : 10 000 Arbitrage : Sergio Pezzotta |
| 21 h 45 UTC-3  | Rapport                    |         |         | Spectateurs : 10 000 Arbitrage : Sergio Pezzotta | Spectateurs : 10 000 Arbitrage : Sergio Pezzotta |

| 12 juillet 2011 | Chili                                 | 1 – 0   | Pérou       | Estadio Malvinas Argentinas, Mendoza                           |                                                                |
| 19 h 15 UTC-3   | Beausejour 61e · Carrillo 90+2e (csc) | (0 - 0) | Carmona 61e | Spectateurs : 42 000 Arbitrage : Sálvio Spínola Fagundes Filho | Spectateurs : 42 000 Arbitrage : Sálvio Spínola Fagundes Filho |
| 19 h 15 UTC-3   | Rapport                               |         |             | Spectateurs : 42 000 Arbitrage : Sálvio Spínola Fagundes Filho | Spectateurs : 42 000 Arbitrage : Sálvio Spínola Fagundes Filho |

| 12 juillet 2011 | Uruguay        | 1 – 0   | Mexique | Stade Ciudad de La Plata, La Plata           |                                              |
| 21 h 45 UTC-3   | Á. Pereira 14e | (1 - 0) |         | Spectateurs : 36 000 Arbitrage : Raúl Orosco | Spectateurs : 36 000 Arbitrage : Raúl Orosco |
| 21 h 45 UTC-3   | Rapport        |         |         | Spectateurs : 36 000 Arbitrage : Raúl Orosco | Spectateurs : 36 000 Arbitrage : Raúl Orosco |

### Classements des troisièmes
| Groupe | Équipe     | Pts | J | G | N | P | Buts + | Buts - | Diff. |
| C      | Pérou      | 4   | 3 | 1 | 1 | 1 | 2      | 2      | 0     |
| B      | Paraguay   | 3   | 3 | 0 | 3 | 0 | 5      | 5      | 0     |
| A      | Costa Rica | 3   | 3 | 1 | 0 | 2 | 2      | 4      | - 2   |

Le Pérou et le Paraguay sont repêchés pour disputer les quarts de finale.

## Tableau final

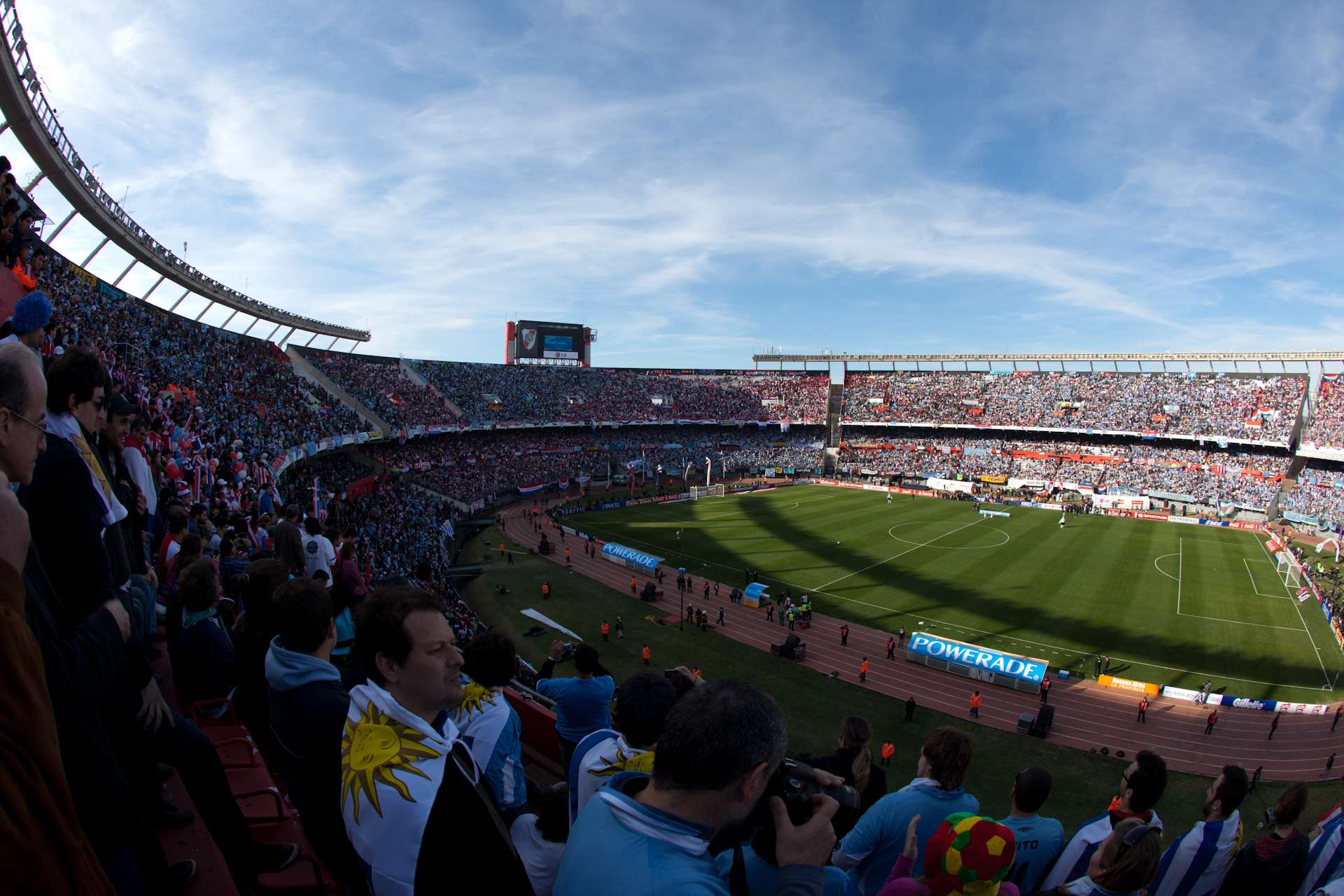
Vue des tribunes lors de la finale.

|  | Quarts de finale           | Quarts de finale          | Quarts de finale          | Quarts de finale          |           |           | Demi-finales               | Demi-finales               | Demi-finales                  | Demi-finales                  |                               |                               | Finale                         | Finale                         | Finale                         | Finale                         |
|  |                            |                           |                           |                           |           |           |                            |                            |                               |                               |                               |                               |                                |                                |                                |                                |
|  | 16 juillet 2011 à Córdoba  | 16 juillet 2011 à Córdoba | 16 juillet 2011 à Córdoba | 16 juillet 2011 à Córdoba |           |           | 19 juillet 2011 à La Plata | 19 juillet 2011 à La Plata | 19 juillet 2011 à La Plata    | 19 juillet 2011 à La Plata    |                               |                               | 24 juillet 2011 à Buenos Aires | 24 juillet 2011 à Buenos Aires | 24 juillet 2011 à Buenos Aires | 24 juillet 2011 à Buenos Aires |
|  | 16 juillet 2011 à Córdoba  | 16 juillet 2011 à Córdoba | 16 juillet 2011 à Córdoba | 16 juillet 2011 à Córdoba |           |           | 19 juillet 2011 à La Plata | 19 juillet 2011 à La Plata | 19 juillet 2011 à La Plata    | 19 juillet 2011 à La Plata    |                               |                               | 24 juillet 2011 à Buenos Aires | 24 juillet 2011 à Buenos Aires | 24 juillet 2011 à Buenos Aires | 24 juillet 2011 à Buenos Aires |
|  | Colombie                   | Colombie                  | 0                         | 0                         |           |           | 19 juillet 2011 à La Plata | 19 juillet 2011 à La Plata | 19 juillet 2011 à La Plata    | 19 juillet 2011 à La Plata    |                               |                               | 24 juillet 2011 à Buenos Aires | 24 juillet 2011 à Buenos Aires | 24 juillet 2011 à Buenos Aires | 24 juillet 2011 à Buenos Aires |
|  | Colombie                   | Colombie                  | 0                         | 0                         |           |           | 19 juillet 2011 à La Plata | 19 juillet 2011 à La Plata | 19 juillet 2011 à La Plata    | 19 juillet 2011 à La Plata    |                               |                               | 24 juillet 2011 à Buenos Aires | 24 juillet 2011 à Buenos Aires | 24 juillet 2011 à Buenos Aires | 24 juillet 2011 à Buenos Aires |
|  | Pérou                      | Pérou                     | 2 ap                      | 2 ap                      |           |           | 19 juillet 2011 à La Plata | 19 juillet 2011 à La Plata | 19 juillet 2011 à La Plata    | 19 juillet 2011 à La Plata    |                               |                               | 24 juillet 2011 à Buenos Aires | 24 juillet 2011 à Buenos Aires | 24 juillet 2011 à Buenos Aires | 24 juillet 2011 à Buenos Aires |
|  | Pérou                      | Pérou                     | 2 ap                      | 2 ap                      | Pérou     | Pérou     | 0                          | 0                          |                               |                               |                               |                               | 24 juillet 2011 à Buenos Aires | 24 juillet 2011 à Buenos Aires | 24 juillet 2011 à Buenos Aires | 24 juillet 2011 à Buenos Aires |
|  | 16 juillet 2011 à Santa Fe |                           |                           |                           | Pérou     | Pérou     | 0                          | 0                          |                               |                               |                               |                               | 24 juillet 2011 à Buenos Aires | 24 juillet 2011 à Buenos Aires | 24 juillet 2011 à Buenos Aires | 24 juillet 2011 à Buenos Aires |
|  |                            |                           | Uruguay                   | Uruguay                   | 2         | 2         |                            |                            |                               |                               |                               |                               | 24 juillet 2011 à Buenos Aires | 24 juillet 2011 à Buenos Aires | 24 juillet 2011 à Buenos Aires | 24 juillet 2011 à Buenos Aires |
|  | Argentine                  | Argentine                 | Uruguay                   | Uruguay                   | 2         | 2         | 1ap (4)                    | 1ap (4)                    |                               |                               |                               |                               | 24 juillet 2011 à Buenos Aires | 24 juillet 2011 à Buenos Aires | 24 juillet 2011 à Buenos Aires | 24 juillet 2011 à Buenos Aires |
|  | Argentine                  | Argentine                 | 20 juillet 2011 à Mendoza |                           |           |           | 1ap (4)                    | 1ap (4)                    |                               |                               |                               |                               | 24 juillet 2011 à Buenos Aires | 24 juillet 2011 à Buenos Aires | 24 juillet 2011 à Buenos Aires | 24 juillet 2011 à Buenos Aires |
|  | Uruguay                    | Uruguay                   | 1 tab(5)                  | 1 tab(5)                  |           |           |                            |                            |                               |                               |                               |                               | 24 juillet 2011 à Buenos Aires | 24 juillet 2011 à Buenos Aires | 24 juillet 2011 à Buenos Aires | 24 juillet 2011 à Buenos Aires |
|  | Uruguay                    | Uruguay                   | 1 tab(5)                  | 1 tab(5)                  | Uruguay   | Uruguay   | 3                          | 3                          |                               |                               |                               |                               |                                |                                |                                |                                |
|  | 17 juillet 2011 à La Plata |                           |                           |                           | Uruguay   | Uruguay   | 3                          | 3                          |                               |                               |                               |                               |                                |                                |                                |                                |
|  |                            |                           | Paraguay                  | Paraguay                  | 0         | 0         |                            |                            |                               |                               |                               |                               |                                |                                |                                |                                |
|  | Brésil                     | Brésil                    | Paraguay                  | Paraguay                  | 0         | 0         | 0ap (0)                    | 0ap (0)                    |                               |                               |                               |                               |                                |                                |                                |                                |
|  | Brésil                     | Brésil                    |                           |                           |           |           |                            |                            |                               |                               |                               |                               |                                |                                |                                |                                |
|  | Paraguay                   | Paraguay                  | 0 tab(2)                  | 0 tab(2)                  |           |           |                            |                            |                               |                               |                               |                               |                                |                                |                                |                                |
|  | Paraguay                   | Paraguay                  | 0 tab(2)                  | 0 tab(2)                  | Paraguay  | Paraguay  | 0ap (5)                    | 0ap (5)                    | Match pour la troisième place | Match pour la troisième place | Match pour la troisième place | Match pour la troisième place |                                |                                |                                |                                |
|  | 17 juillet 2011 à San Juan |                           |                           |                           | Paraguay  | Paraguay  | 0ap (5)                    | 0ap (5)                    | Match pour la troisième place | Match pour la troisième place | Match pour la troisième place | Match pour la troisième place |                                |                                |                                |                                |
|  |                            |                           | Venezuela                 | Venezuela                 | 0 tab(3)  | 0 tab(3)  |                            |                            | 23 juillet 2011 à La Plata    | 23 juillet 2011 à La Plata    | 23 juillet 2011 à La Plata    | 23 juillet 2011 à La Plata    |                                |                                |                                |                                |
|  | Chili                      | Chili                     | Venezuela                 | Venezuela                 | 0 tab(3)  | 0 tab(3)  | 1                          | 1                          | 23 juillet 2011 à La Plata    | 23 juillet 2011 à La Plata    | 23 juillet 2011 à La Plata    | 23 juillet 2011 à La Plata    |                                |                                |                                |                                |
|  | Chili                      | Chili                     |                           |                           |           |           |                            | 1                          |                               |                               | Pérou                         | Pérou                         | 4                              | 4                              |                                |                                |
|  | Venezuela                  | Venezuela                 | 2                         | 2                         |           |           |                            |                            |                               |                               | Pérou                         | Pérou                         | 4                              | 4                              |                                |                                |
|  | Venezuela                  | Venezuela                 | 2                         | 2                         | Venezuela | Venezuela | 1                          | 1                          |                               |                               |                               |                               |                                |                                |                                |                                |
|  |                            |                           |                           |                           |           |           |                            |                            |                               |                               |                               |                               |                                |                                |                                |                                |

### Quarts de finale
| 16 juillet 2011 | Colombie | 0 – 2 a. p.           | Pérou                                  | Estadio Mario Alberto Kempes, Córdoba             |                                                   |
| 16 h 00 UTC-3   |          | (0 - 0, 0 - 0, 0 - 1) | 101e Lobatón · 111e Vargas (Guerrero ) | Spectateurs : 30 000 Arbitrage : Francisco Chacón | Spectateurs : 30 000 Arbitrage : Francisco Chacón |
| 16 h 00 UTC-3   | Rapport  |                       |                                        | Spectateurs : 30 000 Arbitrage : Francisco Chacón | Spectateurs : 30 000 Arbitrage : Francisco Chacón |

| 16 juillet 2011 | Argentine                                    | 1 – 1 a. p.           | Uruguay                                      | Estadio Brigadier General Estanislao López, Santa Fe |                                                  |
| 19 h 15 UTC-3   | ( Messi) Higuaín 17e · Mascherano 50e, 86e   | (1 - 1, 1 - 1, 1 - 1) | 5e 2e, 38e Pérez                             | Spectateurs : 47 000 Arbitrage : Carlos Amarilla     | Spectateurs : 47 000 Arbitrage : Carlos Amarilla |
| 19 h 15 UTC-3   | Rapport                                      |                       |                                              | Spectateurs : 47 000 Arbitrage : Carlos Amarilla     | Spectateurs : 47 000 Arbitrage : Carlos Amarilla |
| 19 h 15 UTC-3   | Messi · Burdisso · Tévez · Pastore · Higuaín | Tirs au but 4 – 5     | Forlán · Suárez · Scotti · Gargano · Cáceres | Spectateurs : 47 000 Arbitrage : Carlos Amarilla     | Spectateurs : 47 000 Arbitrage : Carlos Amarilla |

| 17 juillet 2011 | Brésil                                     | 0 – 0 a. p.           | Paraguay                         | Stade Ciudad de La Plata, La Plata               |                                                  |
| 16 h 00 UTC-3   | Lucas 102e                                 | (0 - 0, 0 - 0, 0 - 0) | Alcaraz 102e                     | Spectateurs : 36 000 Arbitrage : Sergio Pezzotta | Spectateurs : 36 000 Arbitrage : Sergio Pezzotta |
| 16 h 00 UTC-3   | Rapport                                    |                       |                                  | Spectateurs : 36 000 Arbitrage : Sergio Pezzotta | Spectateurs : 36 000 Arbitrage : Sergio Pezzotta |
| 16 h 00 UTC-3   | Elano · Thiago Silva · André Santos · Fred | Tirs au but 0 – 2     | Barreto · Estigarribia · Riveros | Spectateurs : 36 000 Arbitrage : Sergio Pezzotta | Spectateurs : 36 000 Arbitrage : Sergio Pezzotta |

| 17 juillet 2011 | Chili                                 | 1 – 2   | Venezuela                                              | Estadio del Bicentenario, San Juan           |                                              |
| 19 h 15 UTC-3   | ( Sánchez) Suazo 69e · Medel 40e, 82e | (0 - 1) | 34e Vizcarrondo (Arango ) · 80e Cichero · 90+4e Rincón | Spectateurs : 23 000 Arbitrage : Carlos Vera | Spectateurs : 23 000 Arbitrage : Carlos Vera |
| 19 h 15 UTC-3   | Rapport                               |         |                                                        | Spectateurs : 23 000 Arbitrage : Carlos Vera | Spectateurs : 23 000 Arbitrage : Carlos Vera |

### Demi-finales
| 19 juillet 2011 | Pérou      | 0 – 2   | Uruguay                               | Stade Ciudad de La Plata, La Plata           |                                              |
| 21 h 45 UTC-3   | Vargas 69e | (0 - 0) | 52e Suárez · 57e Suárez (Á. Pereira ) | Spectateurs : 25 000 Arbitrage : Raúl Orosco | Spectateurs : 25 000 Arbitrage : Raúl Orosco |
| 21 h 45 UTC-3   | Rapport    |         |                                       | Spectateurs : 25 000 Arbitrage : Raúl Orosco | Spectateurs : 25 000 Arbitrage : Raúl Orosco |

| 20 juillet 2011 | Paraguay                                        | 0 – 0 a. p.           | Venezuela                        | Estadio Malvinas Argentinas, Mendoza             |                                                  |
| 21 h 45 UTC-3   | Santana 78e, 102e                               | (0 - 0, 0 - 0, 0 - 0) |                                  | Spectateurs : 8 000 Arbitrage : Francisco Chacón | Spectateurs : 8 000 Arbitrage : Francisco Chacón |
| 21 h 45 UTC-3   | Rapport                                         |                       |                                  | Spectateurs : 8 000 Arbitrage : Francisco Chacón | Spectateurs : 8 000 Arbitrage : Francisco Chacón |
| 21 h 45 UTC-3   | Ortigoza · Barrios · Riveros · Martínez · Verón | Tirs au but 5 – 3     | Maldonado · Rey · Lucena · Fedor | Spectateurs : 8 000 Arbitrage : Francisco Chacón | Spectateurs : 8 000 Arbitrage : Francisco Chacón |

### Match pour la troisième place
| 23 juillet 2011 | Pérou | 4 – 1   | Venezuela                         | Stade Ciudad de La Plata, La Plata             |                                                |
| 16 h 00 UTC-3   | ( Guerrero) Chiroque 41e · ( Chiroque) Guerrero 64e · ( Balbín) Guerrero 89e · ( Advíncula) Guerrero 90+3e | (1 - 0) | Rincón 58e · 79e Arango (Orozco ) | Spectateurs : 20 000 Arbitrage : Wilmar Roldán | Spectateurs : 20 000 Arbitrage : Wilmar Roldán |
| 16 h 00 UTC-3   | Rapport |         |                                   | Spectateurs : 20 000 Arbitrage : Wilmar Roldán | Spectateurs : 20 000 Arbitrage : Wilmar Roldán |

### Finale
| 24 juillet 2011 | Uruguay                                                                 | 3 – 0   | Paraguay | Stade Monumental Antonio Vespucio Liberti, Buenos Aires, Argentine |                                                                |
| 16 h 00 UTC-3   | ( M. Pereira) Suárez 11e · ( Arévalo) Forlán 41e · ( Suárez) Forlán 89e | (2 - 0) |          | Spectateurs : 57 921 Arbitrage : Sálvio Spínola Fagundes Filho     | Spectateurs : 57 921 Arbitrage : Sálvio Spínola Fagundes Filho |
| 16 h 00 UTC-3   | Rapport                                                                 |         |          | Spectateurs : 57 921 Arbitrage : Sálvio Spínola Fagundes Filho     | Spectateurs : 57 921 Arbitrage : Sálvio Spínola Fagundes Filho |

| Uruguay | Paraguay |

| Gardien de but  | 01 | Fernando Muslera |     |     |
|                 | 16 | Maxi Pereira     | 29e |     |
|                 | 02 | Diego Lugano     |     |     |
|                 | 04 | Sebastián Coates | 85e |     |
|                 | 22 | Martín Cáceres   | 17e | 88e |
|                 | 20 | Álvaro González  |     |     |
|                 | 15 | Diego Pérez      | 24e | 69e |
|                 | 17 | Egidio Arévalo   |     |     |
|                 | 11 | Álvaro Pereira   |     | 63e |
|                 | 10 | Diego Forlán     |     |     |
|                 | 09 | Luis Suárez      |     |     |
| Remplaçants :   |    |                  |     |     |
|                 | 21 | Edinson Cavani   |     | 63e |
|                 | 08 | Sebastián Eguren |     | 69e |
|                 | 03 | Diego Godín      |     | 88e |
| Sélectionneur : |    |                  |     |     |
| Óscar Tabárez   |    |                  |     |     |

| Gardien de but  | 01 | Justo Villar         |     |     |
|                 | 03 | Iván Piris           |     |     |
|                 | 14 | Paulo da Silva       |     |     |
|                 | 02 | Darío Verón          |     |     |
|                 | 04 | Elvis Marecos        |     |     |
|                 | 13 | Enrique Vera         | 57e | 64e |
|                 | 20 | Néstor Ortigoza      |     |     |
|                 | 15 | Víctor Cáceres       | 26e | 64e |
|                 | 16 | Cristian Riveros     |     |     |
|                 | 18 | Nelson Valdez        |     |     |
|                 | 07 | Pablo Zeballos       |     | 76e |
| Remplaçants :   |    |                      |     |     |
|                 | 21 | Marcelo Estigarribia |     | 64e |
|                 | 23 | Hernán Pérez         |     | 64e |
|                 | 19 | Lucas Barrios        |     | 76e |
| Sélectionneur : |    |                      |     |     |
| Gerardo Martino |    |                      |     |     |

| Homme du Match : Luis Suárez Arbitres assistants Marcio Santiago Francisco Mondría Quatrième arbitre Enrique Osses |

## Résultat
| Copa América 2011 Vainqueur Uruguay 15e titre |

## Statistiques et récompenses

### Classement des buteurs
5 buts      
- Paolo Guerrero

4 buts     
- Luis Suárez

3 buts    
- Sergio Agüero

2 buts   
| - Falcao - Álvaro Pereira | - Alexandre Pato - Neymar | - Felipe Caicedo - Diego Forlán |

1 but  
| - Juan Manuel Vargas - Carlos Lobatón - William Chiroque - Ángel Di María - Gonzalo Higuaín - Edivaldo Hermoza - Esteban Paredes - Arturo Vidal - Alexis Sánchez - Humberto Suazo | - Adrián Ramos - Diego Pérez - Joel Campbell - Josué Martínez - Néstor Araujo - Juan Arango - César González - José Salomón Rondón - Nicolás Fedor Miku - Grenddy Perozo | - Oswaldo Vizcarrondo - Gabriel Cichero - Jádson - Fred - Roque Santa Cruz - Nelson Haedo Valdez - Antolín Alcaraz - Lucas Barrios - Cristian Riveros |

contre son camp  
- André Carrillo (pour le Chili)

### Classement des passeurs décisifs
3 passes décisives
- Lionel Messi
- Paulo Henrique Ganso

2 passes
- Paolo Guerrero
- Michael Guevara
- Juan Arango
- Luis Suárez

1 passe
| - Adán Balbín - Yohandry Orozco - William Chiroque - Jhasmani Campos - Heiner Mora - Nicolás Burdisso - Alexis Sánchez - Jean Beausejour - Matías Fernández | - Martín Cáceres - Nicolás Lodeiro - Álvaro Pereira - Renny Vega - Tomás Rincón - José Salomón Rondón - Nicolás Fedor Miku - Luis Advíncula - Aureliano Torres - Marcelo Estigarribia | - André Santos - Maicon - Christian Noboa - Christian Benítez - Fredy Guarín - Dayro Moreno |

### Récompenses
- Meilleur joueur:  Luis Suárez
- Meilleur buteur:  Paolo Guerrero
- Meilleur jeune joueur:  Sebastián Coates
- Meilleur gardien:  Justo Villar
- Prix du fair-play:  Uruguay

## Couverture médiatique
Le tournoi a été diffusé sur YouTube dans plus de 50 pays à travers le monde.
La Copa a également été diffusée aux États-Unis par Univision et Telefutura. En Europe, ESPN UK a été le diffuseur pour le Royaume-Uni, Sport1 pour l'Allemagne, ou encore Canal+ pour la France.
La chanson Creo en América de Diego Torres a été choisie pour être l'hymne officiel de l'évènement.
La mascotte officiel se nomme « Suri » et ressemble à un nandou.